# Premio Alfaguara
Premio Alfaguara de novela – nagroda literacka ufundowana w 1965 przez wydawnictwo Alfaguara (rok wcześniej założone przez pisarza Camilo José Celę).
Jest przyznawana dla powieści napisanej w języku hiszpańskim. Była przyznawana w latach 1965-1972, a następnie od roku 1998. W międzyczasie (1980) Alfaguara stała się częścią grupy medialnej Grupo Santillana. Obecnie wysokość nagrody wynosi 175 000 dolarów (144 500 euro), jej przyznanie wiąże się także z rozprowadzaniem wyróżnionego tytułu w Hiszpanii i Ameryce. Jedynym pisarzem, którego dwie książki zostały nagrodzone jest Manuel Vicent. W 2022 zgłoszono do nagrody ponad 2400 rękopisów z Hiszpanii, Ameryki Łacińskiej i Stanów Zjednoczonych. Uczestnicy mogli przesłać swoje utwory zarówno w formie fizycznej, jak i cyfrowej.

## Laureaci
- 1965 – Jesús Torbado(inne języki) (Hiszpania), Las corrupciones
- 1966 – Manuel Vicent (Hiszpania), Pascua y naranjas
- 1967 – Héctor Vázquez-Azpiri (Hiszpania), Fauna
- 1968 – Daniel Sueiro (Hiszpania), Corte de corteza
- 1970 – Carlos Droguett (Chile), Todas esas muertes
- 1971 – Luis Berenguer (Hiszpania), Leña verde
- 1972 – Alfonso Grosso (Hiszpania), Florido mayo
- 1998 – Eliseo Alberto (Kuba), Caracol Beach oraz Sergio Ramírez (Nikaragua) Margarita, está linda la mar
- 1999 – Manuel Vicent (Hiszpania), Pieśń morza (Son de mar)
- 2000 – Clara Sánchez (Hiszpania), Últimas noticias del paraíso
- 2001 – Elena Poniatowska (Meksyk), La piel del cielo
- 2002 – Tomás Eloy Martínez (Argentyna), Lot królowej (El vuelo de la reina)
- 2003 – Xavier Velasco (Meksyk), Diablo guardián
- 2004 – Laura Restrepo (Kolumbia), Delirio (Delirio)
- 2005 – Graciela Montes i Ema Wolf (Argentyna), El turno del escriba
- 2006 – Santiago Roncagliolo (Peru), Czerwony kwiecień (Abril rojo)
- 2007 – Luis Leante (Hiszpania), Mira si yo te querré
- 2008 – Antonio Orlando Rodríguez (Kuba), Chiquita
- 2009 – Andrés Neuman (Hiszpania/Argentyna), El viajero del siglo
- 2010 – Hernán Rivera Letelier (Chile), El arte de la resurrección
- 2011 – Juan Gabriel Vásquez (Kolumbia), El ruido de las cosas al caer
- 2012 – Leopoldo Brizuela (Argentyna), Una misma noche
- 2013 – José Ovejero (Hiszpania), La invención del amor
- 2014 – Jorge Franco (Kolumbia), El mundo de afuera
- 2015 – Carla Guelfenbein (Chile), Contigo en la distancia
- 2016 – Eduardo Sacheri (Argentyna), La noche de la Usina
- 2017 – Ray Loriga(inne języki) (Hiszpania), Rendición
- 2018 – Jorge Volpi (Meksyk), Una novela criminal
- 2019 – Patricio Pron (Argentyna), Mañana tendremos otros nombres
- 2020 – Guillermo Arriaga (Meksyk), Salvar el fuego
- 2021 – Pilar Quintana (Kolumbia), Los abismos
- 2022 – Cristian Alarcón (Chile), El tercer paraíso[3]
- 2023 – Gustavo Rodríguez (Peru), Cien cuyes[4]